# Mendozasaure
El mendozasaure (Mendozasaurus, "llangardaix de Mendoza") és un gènere representat per una única espècie de dinosaure sauròpode titanosàurid, que va viure a mitjan període Cretaci fa aproximadament 88 milions d'anys, en el Coniacià, en el que avui és Sud-amèrica.

## Descripció
Mendozasaurus mesurava entre 18 i 27 metres de longitud i arribava a pesar entre 20 i 40 tones. A diferència d'altres dinosaures contemporani posseïa un coll curt i més robust que els gèneres Rinconsaurus i Saltasaurus de coll més llarg i cos més prim cosa que podria ser per una diferència en els estrats de la vegetació de la qual s'alimentava. Mendozasaurus fou un herbívor de llargues extremitats que sostenien un voluminós cos. En contrast, posseïen un coll relativament curt i gruix, si s'ha de jutjar per les gegantesques vèrtebres del seu coll que aconsegueixen 1 metre d'ample, caràcter inusual entre els dinosaures. A més, posseïen sobre la seva esquena grans plaques òssies de 20 centímetres de diàmetre. Vivia en ambients de rius amb àmplies planes d'inundació i boscos de coníferes, juntament amb diverses tortugues d'aigua dolça i dinosaures carnívors. Probablement els mendozasaure es desplaçaven en rajades prop dels grans rius, quedant després els seus cadàvers exposats a carronyers i creixents que cobrien episòdicament les planes fluvials Les restes oposades són 22 vèrtebres cabals articulades, diverses vèrtebres cervicals, una vèrtebra dorsal i nombrosos ossos desarticulats dels membres.